# La captura de Gabino Barrera
La captura de Gabino Barrera es una película de drama, aventura y wéstern mexicana-estadounidense de 1970, dirigida por René Cardona y protagonizada por Antonio Aguilar y Eleazar García "Chelelo".

## Argumento
La Policía de Texas sospecha que Gabino Barrera (Antonio Aguilar), Chelelo y Pedro (Miguel Ángel Álvarez), robaron $100.000 y asesinaron a Doris Peterson (Elena Cole). Gabino, Chelelo y Pedro se fugan de la policía y Gabino es disparado en la pierna. La abogada Joan Carson (Amadee Chabot) se enteró de ese tema y defiende a Gabino Barrera y este cría al niño huérfano llamado Julián Ramírez (Julián Bravo) y es elegido como su padre. Juliancito lleva a Gabino donde el Dr. Díaz (Víctor Alcocer) y se cura de la pierna. Luis Martínez (Raúl Meraz) padrastro de Juliancito tiene la custodia de su hijastro. Gabino piensa que Juliancito le mintió pero no sabe que tuvo el corazón lleno de mentira y odio. Juliancito le dice a su padrastro que quiere morirse y es lanzado por dos hombres y su padrastro es lanzado por Gabino al pantano de las arena movedizas.